# Obraz Matki Bożej Miedzeńskiej
Matka Boża Miedzeńska – uznawany za cudowny obraz Matki Boskiej, znajdujący się w Miedznie, niedaleko Drohiczyna namalowany na płótnie w XVII wieku. 
Po okresie ukrycia został odnaleziony przez mieszczanina z Miedznej – Jacka (Hiacynta) Pazio. W 1727 roku został przeniesiony do kościoła parafialnego w Miedznej. Najstarsze wzmianki o obrazie i rzekomych cudach z nim związanych pochodzą z 1729 roku i zawarte są w tzw. Księdze Cudów.
Kult Matki Bożej w znaku Miedzeńskiego cudownego obrazu rozszerzał się bardzo szybko w XVII i XVIII wieku.
20 czerwca 1996 Antoni Dydycz, biskup diecezji drohiczyńskiej, zwrócił się z prośbą do  Jana Pawła II o koronację obrazu. Uroczystego poświęcenia diademów Jan Paweł II dokonał  w Gnieźnie, podczas pielgrzymki do Polski 3 czerwca 1997 r. Uroczysta koronacja obrazu odbyła się 22 czerwca 1997 roku w Miedznej, przy udziale Prymasa, Nuncjusza Apostolskiego w Polsce, wielu biskupów, duchowieństwa i wiernych.